# Takiula Fahrensohn
Takiula Weston Whetu Fahrensohn (* 29. Januar 1999 in Auckland) ist ein neuseeländisch-deutscher Basketballspieler.

## Laufbahn
Fahrensohn spielte als Jugendlicher in seinem Heimatland Neuseeland Basketball für die Mannschaft Waitakere West Auckland. 2016 gewann er mit Neuseelands U18-Nationalmannschaft die Ozeanienmeisterschaft dieser Altersklasse.
Von 2017 bis 2021 studierte er an der University of Portland in den Vereinigten Staaten und belegte das Hauptfach Vermarktung. Fahrensohn bestritt in dieser Zeit 61 Spiele für die Hochschulmannschaft (4,5 Punkte, 2 Rebounds/Spiel). Im Mai 2021 nahm ihn die Mannschaft Auckland Huskies aus der neuseeländischen Liga National Basketball League unter Vertrag. In 16 Einsätzen für Auckland kam er auf einen Mittelwert von 5,8 Punkten je Begegnung. Anfang August 2021 vermeldete der deutsche Zweitligist Ehingen/Urspring Fahrensohns Verpflichtung. Im Februar 2022 wurde er von Nationaltrainer Pero Cameron in die neuseeländische Herrennationalmannschaft berufen, um am Ausscheidungsturnier für die Weltmeisterschaft teilzunehmen. Mit Ehingen/Urspring stieg er in der Saison 2021/22 als Tabellenletzter aus der 2. Bundesliga ProA ab, Fahrensohn hatte in 32 Einsätzen im Durchschnitt 12,5 Punkte erzielt und war mit 71 getroffenen Dreipunktewürfen in dieser Wertung innerhalb der Mannschaft führend.
Anfang Juli 2022 meldete Zweitligist Medipolis SC Jena Fahrensohns Verpflichtung. Am Ende des Spieljahres 2022/23 verließ er die Thüringer.
Anfang Januar 2024 wurde er von den Canterbury Rams verpflichtet.

### Familie
Sein deutschstämmiger Vater Jeff Fahrensohn spielte Ende der 1980er Jahre und in den 1990er Jahren Basketball in der neuseeländischen National Basketball League (Waitemata Dolphins, Waitakere Rangers, Wellington Saints) sowie 1990 in Middlesex in England. Als Rugbyspieler war er in Neuseeland (Auckland Blues und North Harbour), Frankreich (Aurillac) und England (London Irish) beschäftigt. Er bestritt zwei Länderspiele für die deutsche Rugbynationalmannschaft.